# Rosarium philosophorum

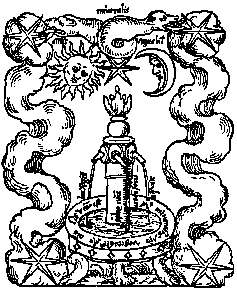
Lamina I del Rosarium philosophorum

Rosarium philosophorum o El rosari dels filòsofs és un manuscrit il·lustrat de caràcter anònim contenint un tractat d'Alquímia datat el 1550.

## Contingut
El manuscrit conté vint imatges que representen un procés simbòlic cap a la il·luminació, una unió sagrada, hieros gamos, o noces sagrades, el fruit és el lapis philosophorum.
Carl Gustav Jung, en la seva obra La psicologia de la transferència (1946), va il·lustrar a través de les figures del  Rosarium philosophorum aquells fenòmens transferencials esdevinguts en l'anomenat  procés d'Individuació.
| « | La coniunctio oppositorum, en forma de Sol i Lluna, de la parella règia de germà i germana o mare i fill, ocupa un lloc tan important en l'alquímia que a vegades tot el procés s'exposa en forma de hierogàmia i de les seves conseqüències místiques. L'exposició d'aquest tipus més completa i alhora més senzilla és la sèrie d'imatges del Rosarium philosophorum, de 1550 | » |